# Kynokefalos

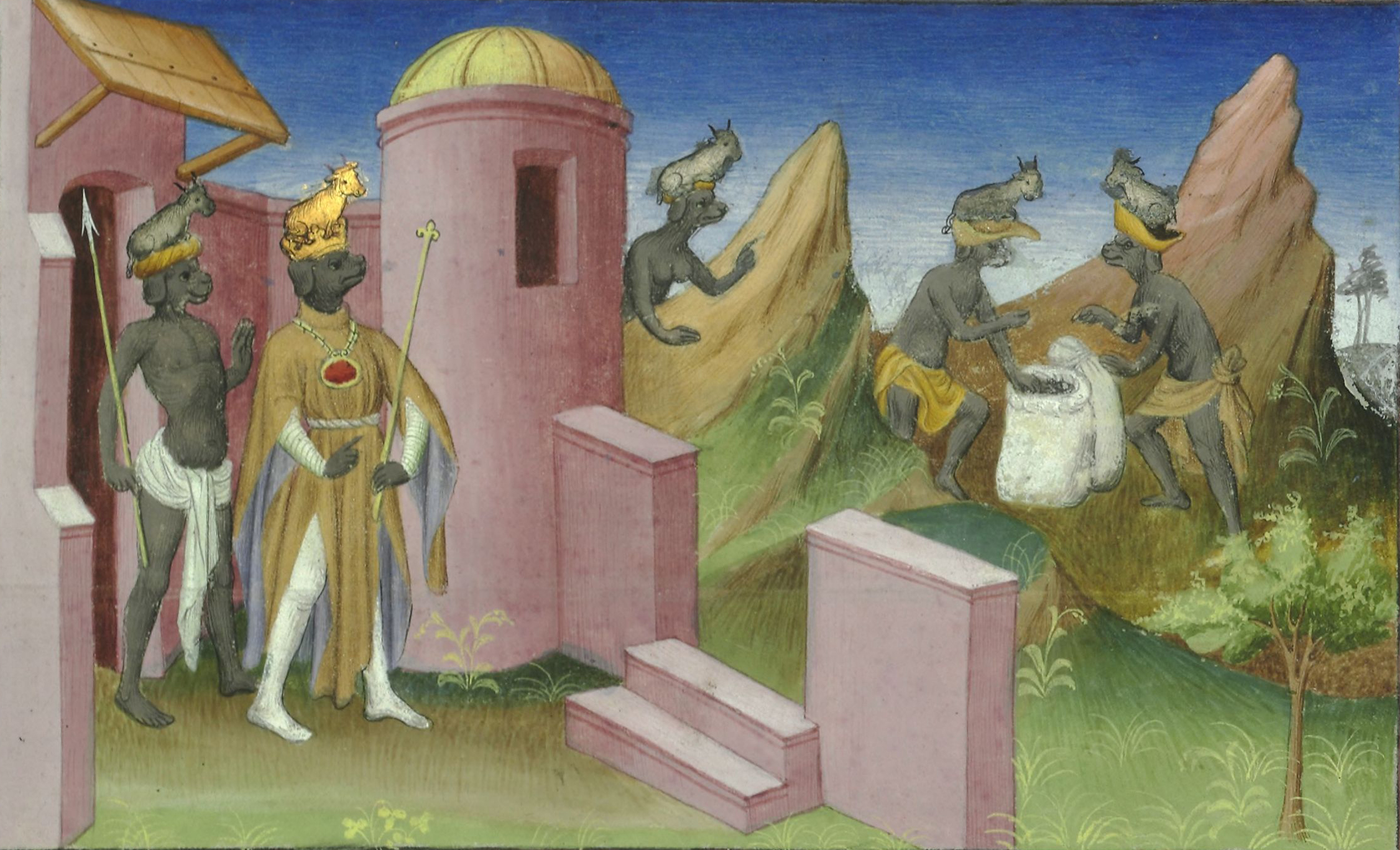
Kynokefalové z Nikobaru, ilustrace v cestopisu Odorika z Pordenone, 1412

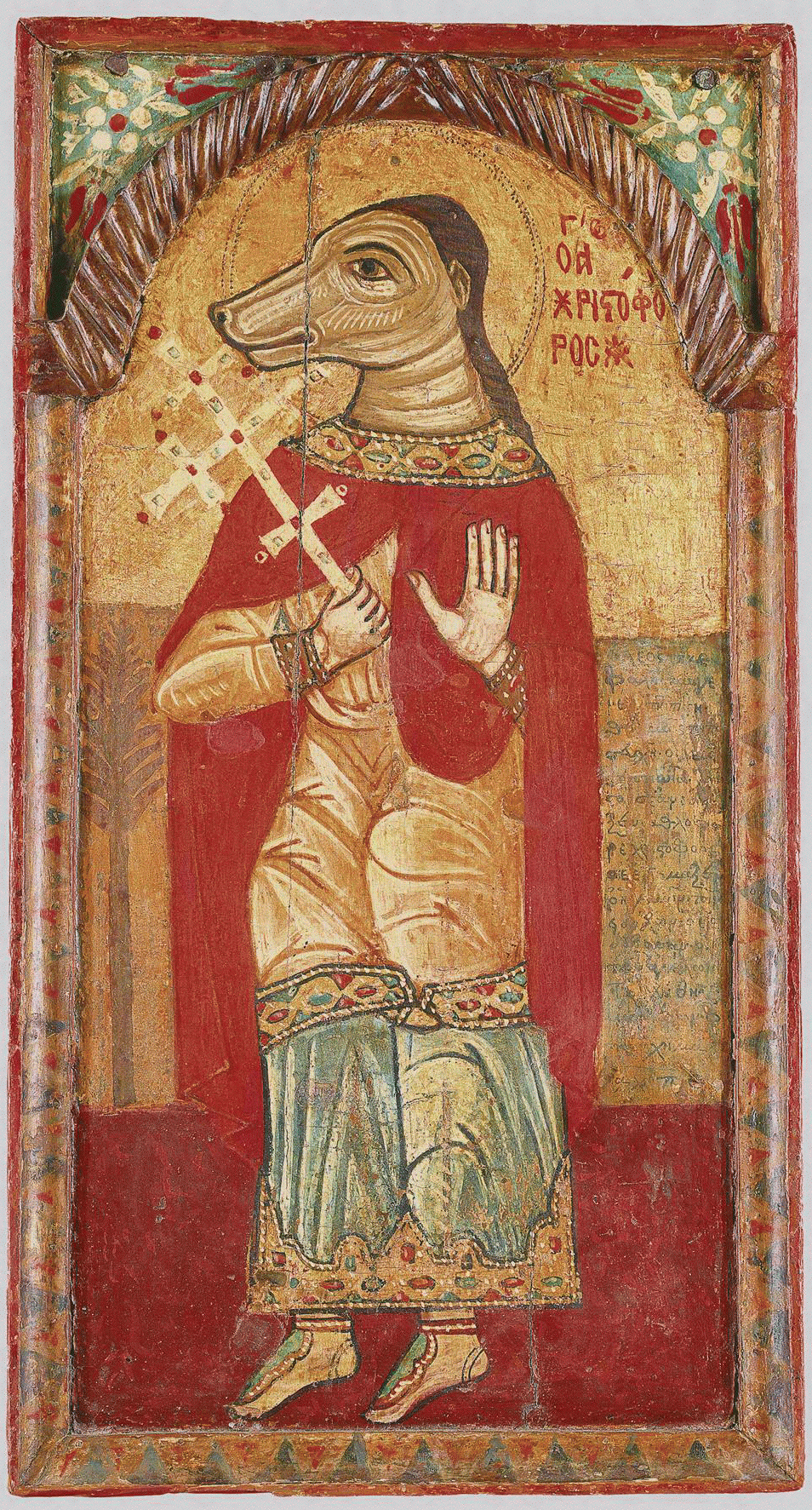
Svatý Kryštof, řecká ikona z roku 1685

Kynokefalos (řecky κυνοκέφαλοι Kynokéfaloi, množné číslo kynokefalové, česky psohlavec), je slovo vzniklé zkratkou ze starořeckých slov κύων = kýon = pes a κεφαλή = kefalḗ = hlava, označuje mytickou bytost v podobě člověka se psí hlavou.  

## Výskyt
Vyskytuje se ve starověké a středověké mytologii, v literatuře a ve výtvarném umění v Evropě, Africe i v Asii.

## Význam
Kynokefalos může mít úlohu kladného hrdiny (například staroegyptský bůh Anup nebo svatý Kryštof) nebo zápornou, například ve středověkých cestopisech se objevují jako nepřátelé Evropanů a obyvatelé východoasijských zemí, s nimiž je nutno bojovat. 